# Giovanni Musotto
Giovanni Musotto (Pollina, 18 aprile 1907 – Pollina, 28 novembre 1992) è stato un politico e giurista italiano.

## Biografia
Era figlio di Francesco, primo alto commissario per la Sicilia, e padre di Francesco, già europarlamentare di Forza Italia ed ex presidente della provincia di Palermo. Il fratello Alfredo, comandante del sommergibile Caracciolo, a Tobrouk nel dicembre 1941, fu insignito con la medaglia d'argento al valor militare alla memoria, per avere messo in salvo il suo equipaggio prima di affondare con il sommergibile. Sposò la pittrice Rosanna Piazza. 
Laureato in Giurisprudenza, si specializzò all'Università di Monaco di Baviera. Fu professore ordinario di Diritto Penale all'Università di Palermo. Fino al 1968 fu direttore dell'Istituto di Diritto e Procedura Penale della stessa facoltà. Quell'anno fu eletto deputato alla Camera, nella V legislatura, dove fu componente della Commissione giustizia, eletto nel collegio Sicilia occidentale, nella lista del PSI. Rieletto nella VI legislatura, fu componente delle Commissioni giustizia e bilancio, fino al 1976.
Morì nel novembre 1992 all'età di 85 anni.

## Opere
- Colpevolezza, dolo, colpa, Palermo, 1939
- Corso di diritto penale. Parte generale, Palumbo, 1981
- Le componenti dell'esperienza politica. Soggetto, società, Stato, Palumbo, 1984
- Devianza e controllo sociale, Palumbo, 1990